# Marshfield Hills
Marshfield Hills es un lugar designado por el censo ubicado en el condado de Plymouth en el estado estadounidense de Massachusetts. En el Censo de 2010 tenía una población de 2.356 habitantes y una densidad poblacional de 184,29 personas por km².

## Geografía
Marshfield Hills se encuentra ubicado en las coordenadas 42°8′37″N 70°43′50″O / 42.14361, -70.73056. Según la Oficina del Censo de los Estados Unidos, Marshfield Hills tiene una superficie total de 12.78 km², de la cual 11.85 km² corresponden a tierra firme y (7.31%) 0.93 km² es agua.

## Demografía
Según el censo de 2010, había 2.356 personas residiendo en Marshfield Hills. La densidad de población era de 184,29 hab./km². De los 2.356 habitantes, Marshfield Hills estaba compuesto por el 96.52% blancos, el 0.76% eran afroamericanos, el 0.21% eran amerindios, el 1.1% eran asiáticos, el 0% eran isleños del Pacífico, el 0.17% eran de otras razas y el 1.23% pertenecían a dos o más razas. Del total de la población el 0.55% eran hispanos o latinos de cualquier raza.